# 国際ボリシェヴィキ潮流
国際ボリシェヴィキ潮流(英語International Bolshevik Tendency)は、世界共産主義革命をめざすトロツキスト組織。

## 概要
1970年代に、国際スパルタシスト潮流(英語international Spartacist tendency)が官僚的に堕落し、指導者であるJames Robertsonが専横をふるうようになったため、多くのメンバーが離脱した。それらのメンバーは北アメリカではBolshevik Tendency、ドイツではGruppe IV Internationaleを結成する。また、かつて国際スパルタシスト潮流の指導者の一人であったが粛清されたBill Loganは母国のニュージーランドに帰ってPermanent Revolution Groupを組織する。これらの諸組織が合同して1987年に結成されたのが国際ボリシェヴィキ潮流である。
イギリスにはメンバーはいなかったが、他国からイギリスにメンバーを送り込み、アーサー・スカーギルの指導する社会主義労働党(Socialist Labour Party)への加入戦術を実行する。加入戦術は大きな成功をおさめなかったが、IBTはロンドンの地に根を下ろした。
国際スパルタシスト潮流が改名した組織、国際共産主義者同盟（第四インターナショナリスト）は、国際ボリシェヴィキ潮流にたいして執拗な誹謗中傷を行っている。